# ماركوس ديفيس (لاعب كرة قدم أمريكية)
ماركوس ديفيس (بالإنجليزية: Marcus Davis)‏ هو لاعب كرة قدم أمريكية أمريكي، ولد في 21 ديسمبر 1989 في فرجينيا بيتش في الولايات المتحدة.

## وصلات خارجية
- ماركوس ديفيس على موقع مرجع كرة القدم المحترفة.كوم (الإنجليزية)
- ماركوس ديفيس على موقع كلية كرة القدم في سبورتس رفرنس.كوم (الإنجليزية)